# توم ميتكالف
توم ميتكالف (بالإنجليزية: Tom Metcalf)‏ (1878 في المملكة المتحدة - 1 مايو 1938 في المملكة المتحدة) هو لاعب كرة قدم بريطاني (وحمل سابقاً جنسية المملكة المتحدة لبريطانيا العظمى وأيرلندا) في مركز الوسط. لعب مع نادي ساوثهامبتون ووولفرهامبتون واندررز وBurton United F.C. ‏.